# 德萊尼 (阿肯色州)
德萊尼（英語：Delaney）是位於美國阿肯色州麥迪遜縣的一個非建制地區。該地的面積和人口皆未知。

## 地理
德萊尼的座標為35°51′08″N 93°54′01″W / 35.85222°N 93.90028°W，而該地的平均海拔高度為415米（即1362英尺）。